# Bayerische C II
Die Dampflokomotiven der bayerischen Gattung C II waren Lokomotiven der Königlich Bayerischen Staatsbahn.

## Stütztenderlokomotiven
Die ersten C II wurden versuchsweise als Stütztenderlokomotive hergestellt. Dabei griff man eine Idee auf, welche von Wilhelm von Engerth entwickelt wurde (vgl. Engerth-Lokomotive). Der Langkessel wurde dabei vom Tender unterstützt. Da die Maschinen aber einen unruhigen Lauf aufwiesen, baute man sie um 1870 um. Zunächst wurde der Stütztender entfernt und, um die ungleiche Belastung der Achsen auszugleichen, die erste Achse entkuppelt, so dass die Lokomotiven fortan als 1B liefen. Als nach wenigen Jahren die Kessel erneuert werden mussten, wurden diese zur besseren Gewichtsverteilung nach vorne verschoben. Die ehemaligen Stütztenderlokomotiven wurden damit den C II der Normalbauart angeglichen und wurden somit wieder zu C-Kupplern.

## Normalbauart
Diese Lokomotiven wurden für den ansteigenden Güterverkehr benötigt. Sie gingen aus der Baureihe C I hervor. Die C II erhielten Außenrahmen, waagerechte Außenzylinder, Langhalskurbeln und eine innenliegende Stephensonsteuerung. Der Übergang zwischen Lang- und Stehkessel war verjüngt ausgeführt worden, damit er zwischen die Hinterachse eingepasst werden konnte. Anstelle eines Führerhauses erhielten die Loks zunächst einen Wetterschirm, ähnlich wie ihn heutzutage Motorräder besitzen. Die Ausmusterung begann 1891 und war 1906 abgeschlossen. Ein Exemplar, das als Waschlok bis zum Ende des Ersten Weltkrieges überlebt hatte, ging als Waffenstillstandsabgabe an Belgien. Sie waren mit einem Schlepptender der Bauart 2 T 9,25 ausgestattet.